# 調停 (国際法)
国際法上の調停とは、非政治的でありかつ紛争に対し中立的な調停委員会が設置され、委員会が紛争当事者に対し解決案を提示するものである。国際紛争の平和的解決手段の一つとされる。第三者が交渉の内容に立ち入るという点や間に入る第三者が国家ではなく委員会(私人)という点で周旋とは異なる。調停案には法的拘束力はなく、勧告としての性質を持つにしか過ぎない。
調停に当たって調停委員会は紛争の事実関係を調査し、政治的側面と法律的側面とをふくむ紛争のあらゆる側面を考慮するが、同じ調停とされる手続きであっても政治的側面と法律的側面がどの程度重視されるかによって仲介に近い性質となることもあれば、裁判手続きに近い性質となることもある。調停委員会の構成などの細目は、調停委員会の設置を定める条約の規定によって異なる。

## 沿革
国家間紛争の調停が歴史上初めて現れたのは、英米間の1911年ノックス条約で設置が予定されていた混合審査委員会である。同委員会は紛争に関して事実問題や法律問題について審査・報告を行うこととされ、解決案を提示する権限も与えられていた。また、条約当事国の一方が委員会設置を要求した場合には、もう一方の当事国は委員会設置要求に応じる義務が定められていた。ただしこのノックス条約は、上院が反対したためアメリカは批准しなかった。
1913年から1914年にかけてアメリカが各国と締結した「ブライアン条約」では、常設国際委員会を設置して当事国の一方的な委員会付託や委員会の自主的審査の申し立てを認め、その報告がでるまで戦争という手段に訴えることを禁止した。
1921年には、スカンジナビア諸国の提案を受け国際連盟総会は、連盟の紛争解決手続きと抵触しない限り各国が紛争解決条約によって調停委員会を設置することが勧告された。その後例えば1925年のフランスとスイス間の条約や、ドイツがベルギー、フランスチェコスロバキア、ポーランドとの間でが締結したロカルノ条約など、調停手続きについて定めた二国間条約が多数締結された。また多数国間条約では、1928年の国際紛争平和的処に関する一般議定書に、国際紛争解決手段の一つとして調停が定められた。
調停委員会の構成は条約の定めによって異なるが、国際裁判の義務と調停の義務双方が条約に定められる場合には、法律的紛争は裁判手続きに、非法律的紛争と裁判手続きに付されなかった紛争は調停手続きに、という方式となっている事が多い。国際紛争平和的処に関する一般議定書では、委員会は5名で構成され、当事者により各1名指名し残りの3名は合意により第三国国民から選ばれるものと定められた。ただし実際にこうした調停手続きが国際紛争の解決のために用いられた例は少ない。戦間期にこのような調停が用いられたのは、チャコ地方の領有権を巡ってボリビアとパラグアイとの間で争われた領有紛争に関する審査調停委員会など、数例があるのみである。
その後もタイとカンボジア間の国境変更を巡って争われた紛争処理のために1947年に設置されたフランス・タイ調停委員会や、1956年に課税紛争処理のために設置されたイタリア・スイス調停委員会、1981年にヤン・マイエン大陸棚境界画定紛争の処理のために設置されたアイスランド・ノルウェー間の調停委員会などの例がある。こうした紛争は国際裁判手続きにもなじむ性質のものであったが、裁判より柔軟な手続きとして調停が裁判に代わり利用されたとみることもできる。特にアイスランド・ノルウェー間の調停委員会では、委員会は国際法を検討したうえで共同開発方式を両国に対し勧告し、国際裁判方式ではできない柔軟な解決策を示したといえる。

## 現代の調停
紛争解決そのものを目的としない、一般的条約の中にその条約の解釈、適用を巡る紛争に関する規定が定められることがあり、その中に調停手続きが定められることがある。例えば条約法に関するウィーン条約(第66条(b)、附属書)がこれに当たる。また海洋法に関する国際連合条約では、当条約の解釈、適用に関する紛争の解決手続きのひとつとして調停を定めた(第284条、第297条第2項(b)、第3項(b)、第298条第1項(a)、附属所V)。市民的及び政治的権利に関する国際規約第42条も特別調停委員会について定めている。これらのように条約によってあらかじめ一定の条件の下で調停に付託することが義務付けられていることもあれば、紛争当事国が合意によって任意に調停が利用されることもある。条約に調停付託義務と裁判付託義務との双方が定められる場合には、法的紛争を裁判手続きに、それ以外の紛争を調停手続きに付託することとし、法的拘束力のない調停委員会の勧告に紛争当事国が従わない場合にも裁判手続きへの付託が義務付けられることもある。調停に付託される紛争は、紛争の性質によっては法的基準で解決されることが求められることも多いが、裁判手続きと違い政治的要素が考慮されることが完全に排除されるわけではない。調停委員会が示す解決案に法的拘束力がないことも裁判手続きと異なる点である。しかし実際には、調停委員会の設置や委員会の手続きが仲裁裁判とほとんど変わらなかったり、紛争当事国の意見聴取などが裁判手続きと同じように対審で行われることもあり、調停が実質的に裁判手続きに類似することも多い。2020 年9月12日、国際的な調停による和解合意に関する国連条約、通称「シンガポール調停条約」が発効され、シンガポール調停条約の加盟国においては、一定の条件を満たす「国際的な和解合意」の強制執行が認められることとなった。